# Granskogssångare
Granskogssångare (Setophaga townsendi) är en nordamerikansk fågel i familjen skogssångare inom ordningen tättingar. Fågeln häckar i nordvästra Nordamerika och flyttar vintertid till Centralamerika. Den är nära släkt med eremitskogssångaren och hybridiserar frekvent med denna.

## Kännetecken

### Utseende
Granskogssångare är en gul, grå och grön 12–13 cm lång tätting. Den är mest lik grönryggig skogssångare (S. virens) med gult ansikte, grönaktig rygg, grå vingar med dubbla vita vingband, breda mörka streck på flankerna och hos hanen svart strupe. Granskogssångaren har dock mörkare hjässa och kind, mattare grön rygg och gult längre ner på bröstet, men saknar det gula bandet på undre stjärttäckarna hos virens. Hanen är närmast svart på huvudets mörkare partier och ryggen är något längsstreckad.

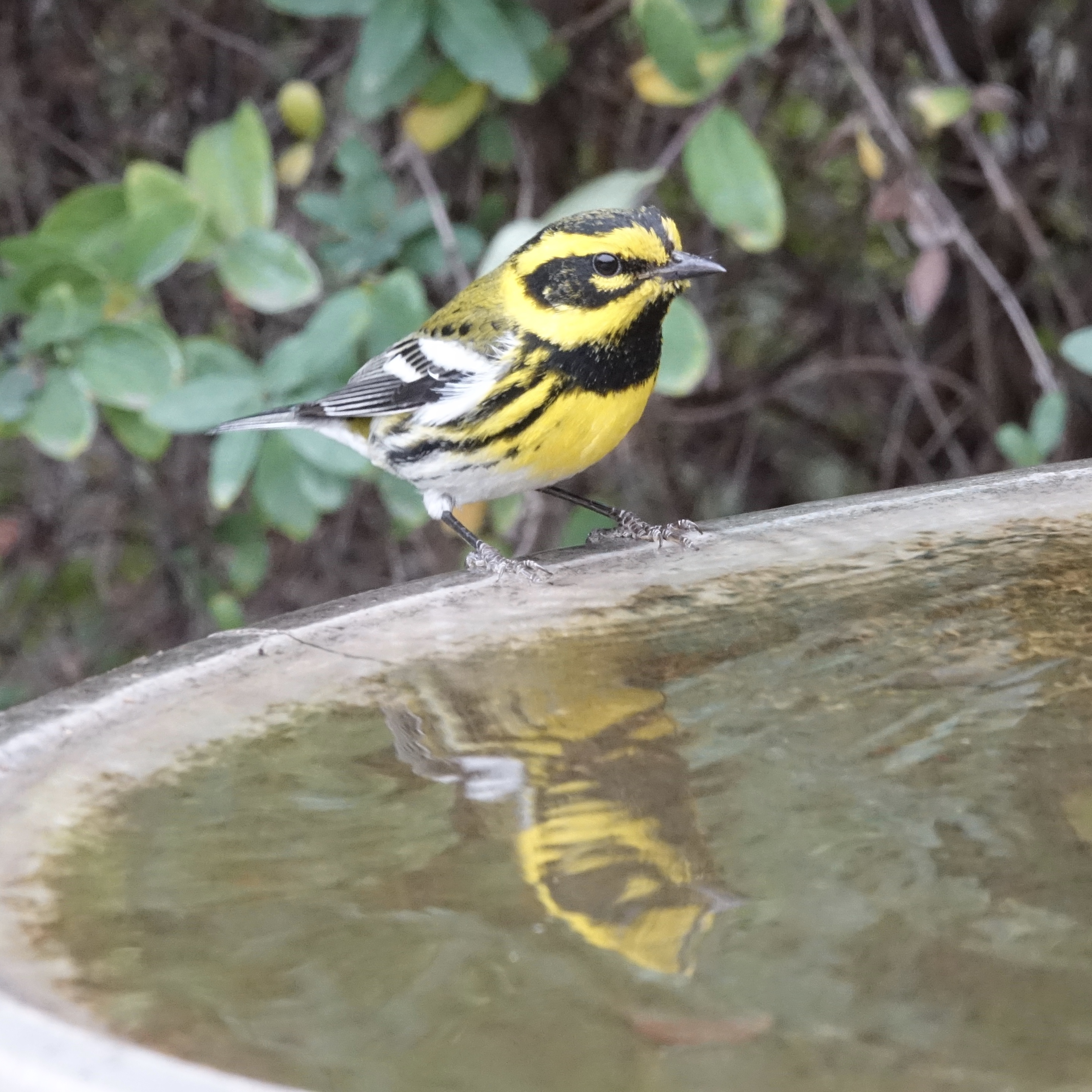
Hane.

### Läte
Sången utgörs av en snabb serie med sträva toner, i engelsk litteratur återgiven som "zoo zoo zoo zee skeea skeea" eller "weezy weezy dzee". Serien varierar i mönster men är ofta stigande. Lätet är ett vasst "tsik" och i flykten hörs klara "swit".

## Utbredning
Granskogssångaren häckar i västra Nordamerika, från Alaska och nordvästra Kanada (söderut från Yukon och österut till södra Alberta) söderut in i USA till Oregon och Idaho. Vintertid flyttar den till ett område från norra Mexiko till Nicaragua, i mindre antal även längre söderut till Panama. Vintertid ses den även i kustnära västra USA och nordvästra Baja California.

## Systematik
Arten är nära släkt med grönryggig skogssångare (S. virens), gulkindad skogssångare (S. chrysoparia) och eremitskogssångare (S. eremita). Den hybridiserar frekvent med den senare och skapar fertila ungar.  Den behandlas som monotypisk, det vill säga att den inte delas in i några underarter. 

### Släktestillhörighet
Tidigare placerades den tillsammans med ett stort antal andra arter i släktet Dendroica. DNA-studier visar dock att rödstjärtad skogssångare (Setophaga ruticilla) är en del av denna grupp. Eftersom Setophaga har prioritet före Dendroica inkluderas numera alla Dendroica-arter i Setophaga.

## Levnadssätt
Granskogssångaren hittas i gammal högväxt barrskog, framför allt med inslag av ädelgran. Den födosöker högt uppe i träden, nästan uteslutande efter insekter och andra leddjur, men kan även ta frön och honungsdagg. Fågeln häckar maj–juli, med äggläggning i maj–juni. Den bygger ett relativt stor och grund boskål som placeras högt uppe i ett träd.

## Status och hot
Arten har ett stort utbredningsområde och en stor population, men tros minska i antal, dock inte tillräckligt kraftigt för att anses vara hotad. Utifrån dessa kriterier kategoriserar internationella naturvårdsunionen IUCN arten som livskraftig (LC). Beståndet uppskattas till 21 miljoner vuxna individer.

## Namn
Fågelns vetenskapliga artnamn hedrar John Kirk Townsend (1809-1851), amerikansk ornitolog, upptäcktsresande och samlare av specimen. Tidigare kallades den Townsends skogssångare eller townsendskogssångare även på svenska, men tilldelades 2023 ett mer informativt namn av BirdLife Sveriges taxonomikommitté.